# Франсіско Брісеньйо
Франсіско Брісеньйо (ісп. Francisco Briceño; 1500 — 13 грудня 1575) — іспанський правник і колоніальний чиновник, губернатор генерал-капітанства Гватемала, капітан-генерал Нового Королівства Гранада (сучасна Колумбія), президент Королівської авдієнсії Санта-Фе-де-Боготи, губернатор провінції Попаян.